# دير الأسد
دير الأسد (بالعبرية: דֵיר אֶל-אַסַד) كما وكانت تُعرف أثناء دمجها البلدي (دمج للسلطات المحليّة) لقريتي مجد الكروم والبعنة بمدينة الشاغور.
هي قرية عربية في منطقة الجليل، وتقع إداريًا في المنطقة الشمالية شمال إسرائيل. جميع سكان القرية هم من العرب المسلمين.

## الموقع الجغرافي
تقع قرية دير الاسد في شمالي البلاد على سفح جبل المغر الواقع في الجليل الأعلى. تدعى هذه المنطقة بالشاغور- وهو الاسم الذي أطلق على المدينة المكّوّنة من القرى: دير الاسد، البعنة ومجد الكروم. وتحد دير الاسد من الجنوب الشرقي قرية مجد الكروم، ومن الـجنوب المدينة اليهوديّة كرمي ئيل، التي كانت اقيمت على اراضي مصادرة من اهالي المنطقة العرب. تبعد دير الاسد ما يقارب 22 كيلومترا من عكا شرقا، شمالي طريق المواصلات الذي يربط عكا بمدينة صفد. وتقع على سفح جبال المغر والعروس وهي قرية في الجليل الأعلى وهي مدينة فلسطينية قديمة واثرية وهي قرية إسلامية وحدثت فيها عجائب تعود للشيخ محمد الاسد.

## سبب التسمية
في القدم كانت موجودة قرية بيت عناة الكنعانية مكان قرية دير الاسد اليوم.
كانت تعرف بدير الرهبان أو دير البعنة قبل مجيئ شيخ الطريقة القادرية وهو بالاصل من قرية الحمارا "الواقعة بالشام" ثم خرج منها إلى دمشق لطلب العلم ومن ثم إلى صفد إلى ان استقر بدير الاسد في عهد السلطان "سليمان القانوني" وقد عرف باسم محمد القادري الجيلاني، والمعروف حالياً بالشيخ محمد الاسد، وهو من احفاد الشيخ القطب صالح ابن الشيخ محي الدين عبد القادر الجيلاني. ويقال ان القرية كانت تسمى أيضا ب "دير الخضر" نسبة إلى "السيّد الخضر" (يعرف في الاوساط المسيحيّة بـ"مار الياس"وفي اليهوديّة بالنبي "الياهو": הנביא אליהו) الذي كان قد بني له مقام على جبل المغر التي تقع عليه القرية. وكما يقال ان القرية كانت تدعى "دير البعنة" وذلك نسبة إلى قرية البعنة المجاورة التي تحوي طائفة مسيحيّة كانت تشكّل السواد الاعظم من القرية في القدم. وصدر الاسم منسوب إلى دير سانت جورج الذي أقيم أثناء الحملات الصليبية على بلاد الشرق وبخاصة فلسطين تحت شعار حماية قبر المسيح.
وامّا عن الشيخ الجيلاني فان نسبه يعود إلى الحسن المثنى بن الحسن بن علي بن ابي طالب.
والقصّة المزعومة للشيخ التي تعد جزءاً من الفولكور المحلّي فيه فقد بدأت بخروج شيخ اسمه محمد القادري ابي عبد الله الاسد ابن أميرهم من دمشق العاصمة السورية حاليا، متجها إلى الغرب الجنوبي "فلسطين", وعند وصوله لعين الأسد (قرية درزيّة تقع في شمالي البلاد كذلك، غربي الشاغور)، وقد حان وقت الصلاة انذاك، أخذ يتوضأ من ماء تلك العين، فخرج أسد من غابات عين الاسد وافترس راكبته. بعد أن انتهى من صلاته، توجه إلى الأسد وامتطاه فسار به وكأنه نسي غريزة الافتراس. لما بلغ صفد ذهل أهلها من هذا المشهد وحينها كان الخليفة العثماني سليم الأول قد وصل مع جيشه حدود فلسطين عند مدينة صفد وقد شهد هذه الحادثة مما جعل السلطان سليم بتلقيبه بالشيخ الاسد وقد اقر له بأمارة الطريقة الجيلانية أو الكيلانية بفلسطين وأمر ايضاً بوقف جبل كنعان "الكائن بصفد" على زاوية الصدر بان تكون وقفية له ولذريته من الأولاد دون الإناث بأن تورث للارشد ومن ثم للارشد إلى أن يرث الله الأرض ومن عليها، وكان تاريخ حادثة الصك العثماني لجبل كنعان المسجلة لزاوية محمد القادري الأسدي (وقد سميت لاحقاً بزاوية الاسدية أو ابي ذياب الاسدي" حسب سجلات المجلس الاعلى الإسلامي بالقدس) عام 1516 م تحت اسم محمد ابي عبد الله الاسد والمشهور بنسبه بابن اميرهم "اميرهم الجد الثالث للشيخ اسد"
وبعد وفاة السلطان سليم الأول أمر السلطان سليمان القانوني الشيخ بالرحيل لدير البعنه وهي دير الاسد «بلدة صغيرة» مخرجا منها اهلها ذات الديانة المسيحية والاصول الفرنجية ومملكاً الشيخ الديار كلها ولعشيرته واتباعه، وتوفي ودفن فيها، وسميت بالدير الاسد نسبة للشيخ محمد الاسد.
ومن الروايات أيضا ان السلطان سليمان القانوني قد صك للشيخ الاسد وقفيات بكلا قريتي فراده وشعب في قضاء عكا.
يرقد ضريح الشيخ محمد القادري «الشيخ الاسد» في دير الاسد وبالتحديد في الطابق السفلي من الجامع «محمد الاسد» الذي سمي باسمه.
وينتشر اولاده وذريته بالمدن الفلسطينية الشمالية صفد حارة الاسدي، الناصرة، عكا ودير الاسد وبعض القرى والبلدات الشمالية لفلسطين، وفي عام 1948 هجروا من صفد والمدن والبلدات الأخرى ومنهم صفدية آل الاسدي اللذين استوطنوا سوريا وبالتحديد بدمشق.
أما اليوم فالدير يقطنه اولاد واحفاد الشيخ محمد الاسد، ومن أشهر الشخصيات الاسدية بالدير الشاعر سعود الاسدي، ابيه الشاعر أبو سعود الاسدي، ومختار العيلة أبو سعيد المختار الاسدي، ومن العائلات التي تأتي بعد عائلة الاسدي هي عائلة الذباح ومنهم رئيس المجلس المحلي لقرية دير الاسد أحمد الذباح.

## مساحتها وعدد سكانها
تبلغ مساحة اراضيها (8373) دونماً، وتحيط بها أراضي قرى البعنة وكسرى ونحف ويركا ومجد الكروم. قدر عدد سكانها عام 1922 (749) نسمة.
وفي عام 1945 (1100) نسمة.
عام 1948(1168) نسمة.
عام 1949 (1255) نسمة.
عام 1961 (1950) نسمة.
عام 1996 (8000) نسمة.
و عدد سكانها اليوم (2018) يفوق ال (13 الف نسمة).
وفي عام 2021، بلغ عدد السكان 12,935 نسمة، 6,642 ذكر و6,293 أنثى جميعهم من العرب المسلمون. 

## الوضع الاقتصادي
بعد احتلال القرية خلال حرب النكبة عام 1948م، تحوّل اقتصادها سريعًا من اقتصاد يعتمد على الزراعة إلى اقتصاد تجاري وذلك بسبب مصادرة الأراضي للقرى العربيّة في المنطقة بعد النكبة. تعتمد القرية جزئيّـًا على كونها تتوسّط المنطقة ما بين مدن الجليل الساحليّة وصفد، وكذلك مدن وقرى الجليل الأعلى ومدينة الناصرة. تجمع القرية علاقات تجاريّة طيّبة مع القرى والمدن المجاورة، مثل نحف والرامة. وضمن المدن نذكر مدينة كرميئيل، والعلاقة الطيّبة مع كرميئيل قد تكون مفاجئة إذ ان كرميئيل كانت قد اقيمت على اراضي قرى عربيّة تشمل دير الاسد.
رغم دمج قرى الشاغور معًا لم يتحسّن اقتصاد قرى الشاغور كما كان متوقّعـًا. مدينة الشاغور ودير الاسد تعدّان من المناطق الفقرية نسبيّـا بالمقارنة مع التجمّعات السكّانية الأخرى- العربيّه منها واليهوديّة. حسب استطلاع ل CBS, في سنة 2004 كان هنالك ما لا يزيد عن 6,674 موظفـًا ذوي دخل شهري في كل مدينة الشاغور.
معدّل الدخل الشهري للفرد هو 3,663 شيكل أي ما يعادل 925 $ (حين كان سعر الدولار الأمريكي 3.96 شيكل). والدخل المعدّل للفرد في من مدخولات المدينة كان قد هبط بـ1.04 شيكل ليكون 1,093 شيكل للفرد أي 280 دولار أمريكي، مما جعل بلديّة المدينة تصنّف بالـ19 بفقرها بين السلطات المحليّة لكل المدن والقرى داخل الخط الأخضر.
ووفقًا لإحصائيات عام 2021، فالراتب المتوسط للذكر في الشهر هو 9,123 شاقل بينما للأنثى 5,935 شاقل. 

## المواقع الأثرية
تعتبر القرية ذات موقع أثري تحتوي على بقايا جدران ومعصرة وكنيسة وبرجان وحظائر ونواويس وبركة منقورة في الصخر وهناك حارة قديمة جداً تعرف باسم حارة الصباط. يذكر أن تأسيس القرية (أي ابتداءً بالقصّة المذكورة اعلاه) كان قبل ما يقارب ال1400 عام.
وكما يتواجد بها قلعة التي تُعرف لدى السكان «بالخان» وهي موجودة في وسط البلدة بجانب الجامع القديم.
بالنسبة لمدينة كرميئيل، فقد اقيمت على اراضي البلدة خارج نطاق القرية.